# Министерство развития Негева, Галилеи и национальной устойчивости
Министе́рство разви́тия Не́гева, Галиле́и и национальной устойчивости (ивр. משרד הנגב, הגליל והחוסן הלאומי‎) — правительственное учреждение, которому поручено продвигать и укреплять Негев, Галилею и национальную устойчивость государства Израиль и ставить их на первое место в приоритетах Государства Израиль, созданное в январе 2005 года.

## История создания министерства
В январе 2005 года, партия Авода присоединилась к коалиции Ариэля Шарона в рамках правительства национального единства, чтобы поддержать план одностороннего размежевания. Глава Аводы Шимон Перес потребовал пост и. о. премьер-министра, но его занимал Эхуд Ольмерт и поэтому было создано новое министерство вице-премьера Израиля, которое позже было переименовано в министерство по развитию Негева и Галилеи.

## Структура министерства
Главной задачей министерства является помощь в интенсивном развитии двух крупнейших по площади областей Израиля — Галилеи на севере страны и Негева на юге. Ещё первый премьер-министр Израиля Давид Бен-Гурион говорил о необходимости заселения пустыни Негев, которая составляет 60 % всей территории Израиля. Для этой цели в министерстве существуют три управления:
- Управление по развитию Негева, созданное в 1991 году и управляемое бывшим мэром Беэр-Шевы Яаковом Тернером. Целью управления является привлечение государственных и частных инвестиций, направленных на улучшение социоэкономического положения жителей области.

- Управление по развитию Галилеи, созданное в 1993 году и состоящее из совета, включающего в себя глав муниципальных образований Галилеи, представителей правительства, объединения промышленников и т. д.

- Межминистерская комиссия по развитию Негева и Галилеи

## Министры
| Имя              | Партия          | Года                     |
| ---------------- | --------------- | ------------------------ |
| Шимон Перес      | Авода, Кадима   | 10.01.05 — 13.06.07      |
| Яаков Эдри       | Кадима          | 04.07.07 — 01.04.09      |
| Сильван Шалом    | Ликуд           | 01.04.09 — 14.05.2015    |
| Арье Дери        | ШАС             | 14.05.2015 — 13.06.2021  |
| Одед Форер       | Наш дом Израиль | 13.06.2021 — 29.12.2022  |
| Ицхак Вассерлауф | Оцма Йехудит    | 29.12.2022 — наст. время |